# Eolith
Eolith (En Coreano: 이오리스) fue una compañía desarrolladora de videojuegos, siendo mayormente conocida por tener la propiedad intelectual de la saga The King of Fighters después de que SNK entrara en bancarrota y ser la desarrolladora de los juegos The King of Fighters 2001 y The King of Fighters 2002.

## Listado de videojuegos

### Arcade

#### Classic series
- Screaming Hunter (1996)
- Grand Prix Derby (1997)
- Ksana (1997)
- Hidden Catch (1998)
- Iron Fortress (1998)
- Linky Pipe (1998)
- Puzzle King: Dance & Puzzle (1998)
- Raccoon World (1998)
- Candy Candy (1999)
- Hidden Catch 2 (1999)
- Hidden Catch 2000 (1999)
- KlonDike+ (1999)
- Land Breaker (1999)
- Music Station (1999)
- New Hidden Catch [más conocido como New Hidden Catch '98] (1999)
- Penfan Girls: Step1. Mild Mind  [más conocido como Ribbon: Step1. Mild Mind] (1999)
- Hidden Catch 3 (2000)
- Steal See (2000; desarrollado por Moov Generation)
- Fortress 2 Blue Arcade (2001)
- Hidden Catch 3 Plus (2001)
- The King of Fighters 2001 (2001; publicado por Playmore)
- Crazy War (2002)
- The King of Fighters 2002 (2002; publicado por Playmore)
- BnB Arcade (2003; desarrollado por Nexon)
- Burning Striker (2003)
- Hidden Catch Movie (2003)
- Hidden Catch Movie: Wonderful Days[2] (2003)
- Chaos Breaker (2004; codesarrollado con Taito)
- Snow Fighter (2004;[3] desarrollado por Cenozoic Entertainment)
- X-Monster[4] (2004)

#### Redemptionseries
- Dance Machine 18 [also known as DM 18] (2000)
- Hide and Seek[5] (2001)
- Mugunghwa Kkot-i Pieosseumnida[6] [a.k.a. The Roses of Sharon Have Blossomed] (2001)
- Dream Shoot[7] (2002)
- El Dorado (2002)
- Rolling Blues[8] (2002)
- Shooting Master (2002)[9]
- Alice in Cardland[10] (2003)

### Para teléfonos celulares
- Double Dragon EX (2005)
- The King of Fighters Mobile: Part 1 & 2
- Samurai Shodown Mobile